# Famille Korotnoky
 (octobre 2018).
Si vous disposez d'ouvrages ou d'articles de référence ou si vous connaissez des sites web de qualité traitant du thème abordé ici, merci de compléter l'article en donnant les références utiles à sa vérifiabilité et en les liant à la section « Notes et références ».
Korotnoky de Korotnok (korotnoki Korotnoky en hongrois) est le patronyme d'une ancienne famille de la noblesse hongroise.

## Origines
La famille Korotnoky remonte à Gureth, célèbre pour ses exploits militaires et son courage sous Ladislas IV de Hongrie, au XIIIe siècle. Ce dernier a trois fils : Márk, chanoine de Szepes, András III, aumônier de la cour, et Mihály. Ces deux derniers participent à la prise du château de Rohrau et reçoivent en 1297 du roi Louis Ier de Hongrie la terre de Korotnok, dans le comté de Szepes, dont la famille prend le nom.

## Membres notables
- Péter Korotnoky, dit le Polonais, fils du précédent Mihály, est général en chef (hadvézer en hongrois) en poste à Naples sous Louis Ier de Hongrie. Père du suivant.
- János Korotnoky (†1494), protonotaire (magistrat en chef) du palatin de Hongrie (nádori itélőmester en hongrois) et főispán de Somogy à partir de 1481.
- István Korotnoky (fl. 1505), député de Somogy à la Diète hongroise. Fils du précédent et de Magdolna Both de Bajna. Ses frères Lázár et Tamás, anciens partisans du roi Ferdinand, prennent fait et cause pour Jean Szapolyai.
- Lázár Korotnoky (fl. 1668-1671), douanier royal (tricesimator en latin) de Bártfa (1668), juge des nobles du comté de Szepes (1671).
- Sámuel Korotnoky, alispán de Szepes en 1775.
- Antal Korotnoky (1747-1807), juge des nobles du comté de Borsod.
- Ignác Korotnoky (†1831), juge des nobles du comté de Szepes.

## Liens, sources
- Iván Nagy: Magyarország családai, Budapest
- Béla Meliórisz :  Nehány adat a Sigray és Korotnoky családok multjából, Turul, 1894
- Siebmacher: "Korothnoky v. Korotnok" In Wappenbuch; Der Adel von Ungarn
- Chartes du XIVe siècle à trait à la famille Korotnoky